# Terremoto di Loma Prieta del 1989
Il terremoto di Loma Prieta è stato un evento sismico particolarmente violento, avvenuto nella Baia di San Francisco, California, il 17 ottobre 1989. Il sisma ebbe una magnitudo di 6,9 e durò 15 secondi.

## Il sisma e le conseguenze
Avvenuto nella Baia di San Francisco,  California, il 17 ottobre 1989, ha causato 63 morti, oltre 3.000 feriti e circa 10.000 sfollati, e ingenti danni agli edifici ed alle infrastrutture. L'epicentro del terremoto è stato registrato nel Parco Statale della Foresta di Nisene Marks, nella Contea di Santa Cruz, in un'area spopolata delle Montagne di Santa Cruz, pochi chilometri a nord-est di Santa Cruz. Il terremoto si è verificato durante il warm-up per la terza partita di World Series del 1989, e perciò è stato il primo grande terremoto ad essere trasmesso in diretta televisiva.

## Danni causati
Il sisma ha causato gravi danni in tutta la San Francisco Bay Area, più in particolare nelle città di San Francisco e Oakland, ma anche in molti altri centri più piccoli della regione: migliaia di case sono state disintegrate, in molte zone il terreno si è spaccato a causa del movimento della crosta terrestre, molti ponti si sono spezzati o hanno subito gravi lesioni, tra cui il Bay Bridge e alcuni ponti e viadotti delle strade statali.